# الكمب (العرش)

تعديل مصدري - تعديل

حارة الكمب هي إحدى حارات مدينة المصلى أحد مدن محافظة البيضاء، بلغ تعداد سكانها 600 نسمة حسب تعداد اليمن لعام 2004.